# One Lost Day
One Lost Day è il quattordicesimo album in studio del duo musicale statunitense Indigo Girls, pubblicato nel 2015.

## Tracce
1. Elizabeth – 3:37
2. Happy in the Sorrow Key – 2:58
3. Southern California Is Your Girlfriend – 4:20
4. Texas Was Clean – 4:11
5. Alberta – 3:05
6. Olympia Inn – 4:15
7. If I Don't Leave Here Now – 3:36
8. Spread the Pain Around – 4:07
9. Learned It on Me – 4:12
10. The Rise of the Black Messiah – 4:21
11. Findlay, Ohio 1968 – 6:15
12. Fishtails – 3:31
13. Come a Long Way – 3:56

## Formazione
Indigo Girls
- Amy Ray – voce (1–6, 8–13), chitarra elettrica (1–3, 6, 9, 12), ottavo mando-chitarra (3, 5), chitarra acustica (4, 13), mandolino (8, 10)
- Emily Saliers – voce (1–13), chitarra acustica (1–9, 11, 13), dulcimer (1), chitarra elettrica (10), banjo (12)

Altri musicisti
- Brady Blade – batteria (1, 4, 8, 10)
- Butterfly Boucher – basso (3, 11)
- Don Chaffer – violoncello (11)
- Chris Donohue – basso (4)
- Jordan Brooke Hamlin – clarinetto (2, 11), corno francese (2, 5), tromba (2, 12), piano (3–5, 11, 12), chitarra elettrica (3, 4, 9, 12, 13), ottavo mando-chitarra (3, 6), programmazione (3), chitarra arcuata (4), organo (4, 6), dulcimer (5), percussioni (5), basso (7), chitarra baritono (8), banjo (8) pedal steel guitar (8, 12), batteria (8, 13), rumori (8, 11), sintetizzatore (9)
- Lyris Hung – violino (2, 5, 8, 10, 11, 13)
- Fred Eltringham – batteria (3, 11, 13)
- Carol Isaacs – piano (1, 3, 7, 10, 12, 13), organo (1, 10, 11, 13), fisarmonica (8, 11)
- Brian Joseph – batteria (9)
- Jaron Pearlman – batteria (2–6, 8, 9, 11, 12), tamburello (2)
- Lex Price – basso (1, 8, 10, 12), bouzouki (8)
- Benjamin Ryan Williams – basso (2, 5, 6, 9)
- Lucy Wainwright Roche – voce (8)
- Jordan Brooke Hamlin – voce (3)